# El Fausto criollo
El Fausto criollo es una película argentina dramática de 1979 dirigida por Luis Saslavsky y con la codirección de Miguel Ángel Lumaldo. Fue escrita por Saslavsky con la colaboración de Estela Canto, Luisa Mercedes Levinson y Enrique Anderson Imbert, y está basada en El Fausto criollo de Estanislao del Campo. Fue protagonizada por Claudio García Satur, María del Carmen Valenzuela, Pedro Quartucci y Luisa Vehil. Oscar Aráiz tuvo a su cargo la coreografía del filme. Fue filmada en Eastmancolor y se estrenó el 25 de octubre de 1979.

## Sinopsis
Anastasio "El Pollo" le narra al gaucho Laguna la representación de la ópera Fausto, y éste asume la personalidad de Fausto cuando firma el pacto con el Diablo.

## Reparto
- Claudio García Satur
- María Valenzuela
- Pedro Quartucci
- Luisa Vehil
- Eva Franco
- Luis Medina Castro
- Erika Wallner
- Héctor Pellegrini
- Gerardo Romano
- Romualdo Quiroga
- Daniel Fanego
- Eduardo Galán
- Chana Mujica

## Producción
Fue filmada parcialmente en Manzanares, provincia de Buenos Aires. Para representar la Guerra de la Triple Alianza se incluyeron cuadros de Cándido López. La película está dedicada a este pintor y a Héctor Basaldúa.

## Comentarios
La Nación opinó:

«Excelente versión…rebosante de humor, fantasía, lirismo y hasta cierto encanto naif.»

J.M.C. en Clarín dijo:

«Se debate sin definición de estilo entre un realismo vago y una alucinación restringida.»

Manrupe y Portela escriben:

«Esfuerzo final de Luis Saslavsky en una producción atípica, con las últimas sutilezas del director y una actuación de despedida (si bien no fue la última) de Quartucci. Se destacan las escenas de peleas, con las mil caras del diablo y la representación final del cielo con escenografías acartonadas y coloridas.»